# Amsel
Amsel é uma vila que fica na Argélia na região de Tamanrasset.

## Ligações Externas
- http://www.maplandia.com/algeria/tamanrasset/amsel/